# Resolució 2329 del Consell de Seguretat de les Nacions Unides
La Resolució 2329 del Consell de Seguretat de les Nacions Unides fou adoptada per unanimitat el 19 de desembre de 2016. El Consell va ampliar els mandats de set jutges i del fiscal del Tribunal Penal Internacional per a l'antiga Iugoslàvia fins al 30 de novembre de 2017. Es preveia que tots els processos legals al tribunal acabessin en aquell moment.
Rússia va reiterar els retards en els plets del Tribunal de Iugoslàvia, que han estat arrossegant des de fa alguns anys. Aquesta resolució expressa clarament que aquesta seria l'última extensió.
Pel 29 de novembre de 2017 el tribunal completarà efectivament el seu treball, i acabarà així després de vint-i-cinc anys. Alguns casos han estat traslladats al Mecanisme Internacional Residual per als Tribunals Penals, i continuarien allí.

## Contingut
El TPIAI havia acordat completar el seu treball abans del 30 de novembre de 2017. A petició del president del tribunal, els mandats dels jutges es van ampliar per última vegada. Per tant, els següents magistrats van veure prorrogar el seu mandat fins al 30 de novembre de 2017, o fins que el seu cas actual hagués acabat si fos anterior:
- Carmel Agius
- Liu Daqun
- Christoph Flügge
- Theodor Meron
- Bakone Justice Moloto
- Alphons Orie
- Fausto Pocar

El belga Serge Brammertz va ser reelegit com a fiscal del tribunal. El mandat del jutge Carmel Agius com a president del tribunal també es va estendre fins al 31 de desembre de 2017, o fins que un mes després de l'últim cas si es tancava abans.